# Tilia taquetii
Tilia taquetii är en malvaväxtart som beskrevs av C. K. Schneider. Tilia taquetii ingår i släktet lindar, och familjen malvaväxter. Inga underarter finns listade i Catalogue of Life.